# Плавання на відкритій воді на Чемпіонаті світу з водних видів спорту 2022
Змагання з плавання на відкритій воді на Чемпіонаті світу з водних видів спорту 2022 тривали з 26 до 30 червня 2022 року.

## Розклад змагань
Загалом розіграно сім комплектів нагород.
Для всіх змагань вказано місцевий час (UTC+2).
| Дата           | Час   | Дисципліна      |
| -------------- | ----- | --------------- |
| 26 червня 2022 | 13:00 | Команда, 6 км   |
| 27 червня 2022 | 09:00 | Чоловіки, 5 км  |
| 27 червня 2022 | 12:00 | Жінки, 5 км     |
| 29 червня 2022 | 08:00 | Жінки, 10 км    |
| 29 червня 2022 | 12:00 | Чоловіки, 10 км |
| 30 червня 2022 | 09:00 | Чоловіки, 25 км |
| 30 червня 2022 | 09:00 | Жінки, 25 км    |

## Медальний залік

### Таблиця медалей
*   Країна-господарка (Угорщина)
| Місце               | Країна              | Золото | Срібло | Бронза | Загалом |
| ------------------- | ------------------- | ------ | ------ | ------ | ------- |
| 1                   | Італія              | 2      | 2      | 2      | 6       |
| 2                   | Німеччина           | 2      | 2      | 1      | 5       |
| 3                   | Бразилія            | 2      | 0      | 1      | 3       |
| 4                   | Нідерланди          | 1      | 0      | 1      | 2       |
| 5                   | Франція             | 0      | 2      | 0      | 2       |
| 6                   | Угорщина*           | 0      | 1      | 1      | 2       |
| 7                   | Україна             | 0      | 0      | 1      | 1       |
| Загалом (7 збірних) | Загалом (7 збірних) | 7      | 7      | 7      | 21      |

### Чоловіки
| Дисципліна | Золото                         | Золото    | Срібло                         | Срібло    | Бронза                       | Бронза    |
| ---------- | ------------------------------ | --------- | ------------------------------ | --------- | ---------------------------- | --------- |
| 5 км       | Флоріан Веллброк · Німеччина   | 52:48.8   | Грегоріо Пальтріньєрі · Італія | 52:52.7   | Михайло Романчук · Україна   | 53:13.9   |
| 10 км      | Грегоріо Пальтріньєрі · Італія | 1:50:56.8 | Доменіко Ачеренца · Італія     | 1:50:58.2 | Флоріан Веллброк · Німеччина | 1:51:11.2 |
| 25 км      | Даріо Верані · Італія          | 5:02:21.5 | Аксель Реймон · Франція        | 5:02:22.7 | Петер Галіц · Угорщина       | 5:02:35.4 |

### Жінки
| Дисципліна | Золото                           | Золото    | Срібло                 | Срібло    | Бронза                           | Бронза    |
| ---------- | -------------------------------- | --------- | ---------------------- | --------- | -------------------------------- | --------- |
| 5 км       | Ана Марсела Куня · Бразилія      | 57:52.90  | Орелі Мюллер · Франція | 57:53.80  | Джулія Габбріеллескі · Італія    | 57:54.90  |
| 10 км      | Шарон ван Раувендал · Нідерланди | 2:02:29.2 | Леоні Бек · Німеччина  | 2:02:29.7 | Ана Марсела Куня · Бразилія      | 2:02:30.7 |
| 25 км      | Ана Марсела Куня · Бразилія      | 5:24:15.0 | Ліа Бой · Німеччина    | 5:24:15.2 | Шарон ван Раувендал · Нідерланди | 5:24:15.3 |

### Команда
| Дисципліна | Золото                                                             | Золото    | Срібло                                                                | Срібло    | Бронза                                                                                         | Бронза    |
| ---------- | ------------------------------------------------------------------ | --------- | --------------------------------------------------------------------- | --------- | ---------------------------------------------------------------------------------------------- | --------- |
| Команда    | Німеччина · Ліа Бой · Олівер Клемет · Леоні Бек · Флоріан Веллброк | 1:04:40.5 | Угорщина · Река Рогач · Анна Олас · Давід Бетлегем · Кріштоф Рашовскі | 1:04:43.0 | Італія · Джиневра Таддеуччі · Джулія Габбріеллескі · Доменіко Ачеренца · Грегоріо Пальтріньєрі | 1:04:43.0 |